# Detoxikace
Detoxikace (z lat. de-, od a toxicus, jedovatý) je proces odstranění nebo zneškodnění toxické látky. Detoxikace může být jednou ze složek dekontaminace.
Na detoxikaci lze pohlížet různými způsoby:
- první část článku popisuje detoxikaci z hlediska odstranění toxické látky z neživých předmětů i živých organismů, které byly kontaminovány především povrchově.,
- druhá část je zaměřena na toxikinetiku, neboli na osud chemické látky v lidském organismu. Popisuje cestu chemické látky lidským organismem od jejího příjmu až po vyloučení. Vzhledem k faktu, že tento proces probíhá fyziologicky automaticky a jeho cílem je vyloučení dané chemické látky, jedná se vlastně o přirozenou biologickou detoxikaci lidského organismu,
- v závěrečné části budou zmíněny další možné výklady slova detoxikace.

Detoxikace je podmnožinou dekontaminace.

## Definice detoxikace
Detoxikace je definována jako soubor metod, postupů, prostředků a organizačního zabezpečení k účinnému odstranění toxické látky nebo snížení škodlivého účinku toxické látky na bezpečnou úroveň, která neohrožuje život a zdraví osob a zvířat, a její následnou likvidaci. Druhá část této definice reaguje na skutečnost, že zpravidla není možné stoprocentní odstranění toxické látky a dochází ke vzniku tzv. zbytkové kontaminace (6, 10, 12, 35).
Detoxikace je významné opatření aktivní ochrany proti působení toxických látek (12, 35).

## Detoxikace jako proces eliminace toxické látky z povrchů neživých předmětů i živých organismů

### Proč je detoxikace důležitá?
Nutnost detoxikace vyplývá z faktu, že pokud není toxická látka odstraněna, působí nejen na vlastní zasažený objekt ale i na další objekty v jeho okolí. Nelze vyloučit ani vznik dominového efektu způsobeného vzájemným přenosem toxické látky z objektu na objekt. Tato skutečnost je rizikem hlavně pro zdravotnická zařízení. V případě mimořádné události, jejímž následkem je kontaminace osob současně se zraněními způsobenými např. destrukčními účinky výbuchu (popáleniny, zlomeniny apod.), je nutné nejprve osoby detoxikovat a až poté přesunout do zdravotnických zařízení. Výjimkou jsou život zachraňující úkony, které mají vždy přednost před detoxikací (10, 12, 35).

### Cíl detoxikace
Cílem detoxikace je snížení nenávratných ztrát, zdravotních následků a zkrácení nutné doby používání prostředků individuální ochrany, které ztěžují provádění činností v kontaminovaném území a tím prodlužují dobu záchranných a likvidačních prací a vytvoření podmínek pro obnovu normálního života v původně kontaminovaných oblastech (6, 10, 12, 35).
Podle druhu nebezpečné látky je možno dekontaminaci rozdělit na:
- detoxikaci v případě chemických látek,
- dezinfekci v případě biologických látek,
- dezaktivaci v případě radioaktivních látek (6, 10, 12, 35).

## Účinnost detoxikace (dekontaminace)
Účinnost detoxikace se stanovuje na základě výsledků měření před a po provedení (kromě biologických kontaminantů) samotné dekontaminace. Účinnost detoxikace se stanovuje a výsledky udávají v procentech a vypočítává se pomocí následujícího matematického vztahu:
((Zp - Zu) * 100) / Zp
Ve vzorci představuje:
- Zp hodnotu počáteční kontaminace,
- Zu hodnotu po ukončení detoxikace(10, 12, 35).

Naměřená hodnota kontaminantu po ukončení procesu dekontaminace (tzv. zbytková kontaminace) již nejde za dodržení stejných podmínek a způsobu dekontaminace dále snížit.
Účinnost dekontaminace závisí především na těchto faktorech:
- na zvolení správné dekontaminační technologie,
- na zvolení dekontaminačního činidla,
- na zvolení dekontaminačních prostředků,
- na skupenství a vlastnostech kontaminantu,
- na vlastnostech kontaminovaného materiálu,
- na dodržení dekontaminačního postupu (10, 12, 35).

## Možné způsoby provádění dekontaminace
Existují dva možné způsoby provádění dekontaminace:
- suchý způsob,
- mokrý způsob.

	Výběr způsobu dekontaminace se provádí s ohledem na druh nebezpečné látky, dostupné technické zabezpečení a způsobu kontaminace (6, 10, 12, 35).
	Mezi suché způsoby se řadí především vytřepávání, vyklepávání, otírání za sucha, kartáčování, vysávání a odpařování za normální nebo zvýšené teploty. Suchý způsob je účinný především došlo-li ke kontaminaci také za sucha. Mezi jeho výhody patří hlavně jednoduchost, možnost použití i za nízkých teplot, malé množství odpadů, nepotřebnost dekontaminačních činidel a větší objemová skladnost používaných prostředků a techniky. Mezi hlavní nevýhody patří nutnost používání výkonných strojů společně s kvalitními HEPA (high efficiency particulate air filter - vysoce účinný filtr vzduchových částic) filtry v případě vysávání a nedostatečná účinnost, která může vést k následnému použití mokrého způsobu dekontaminace (6, 10, 12, 35).
Mezi nejvýznamnější mokré způsoby patří postřik, otírání za mokra, extrakce do rozpouštědel (chemické čištění), praní, dekontaminace vodní parou a pěnami. Tento způsob využívá širokou škálu fyzikálních procesů nebo chemických reakcí, například ředění, extrakci, neutralizaci, absorpci, rozklad a tvorbu komplexů. Ve srovnání se suchými mají mokré způsoby dekontaminace významně vyšší účinnost. Existuje ale riziko převedení kontaminantu do roztoku a při jeho nedostatečně rychlém odstranění akcelerace jeho průniku do materiálu a tedy následné snížení účinnosti. Mezi hlavní výhody patří hlavně již zmíněná dostatečná účinnost a v jejím důsledku i menší nárok na technickou vyspělost dekontaminační techniky. Tento způsob umožňuje použít různé dekontaminační látky a směsi a vytvořit tak co nejlepší podmínky pro odstranění daného kontaminantu. Odpady mokrého způsobu je možno také snadno zachycovat. Mezi hlavní nevýhody patří hlavně vznik velkého množství odpadů a jejich následné zpracování. Některé dekontaminační látky a směsi mohou působit destruktivně na dekontaminovaný materiál a nepříznivě na životní prostředí v případě jejich úniku nebo nemožnosti zachycení. Další látky a směsi mohou být nestabilní, což klade vyšší nároky na skladování nebo jejich případnou likvidaci. Problematické je také použití mokrého způsobu při teplotách pod bodem mrazu. Při nedostatku času se nevýhodou stává i nezbytná doba aktivního působení dekontaminačních látek a směsí (6, 10, 12, 35).
Velmi perspektivním mokrým způsobem je dekontaminace pěnami. Tato metoda je intenzivně zkoumána, vyvíjena a testována. Využití se předpokládá zejména pro dekontaminaci patogenních mikroorganismů. Tato metoda je využitelná ale i pro dezaktivaci a detoxikaci hlavně v případech rizika znehodnocení materiálu použitím klasického mokrého způsobu a problému likvidace velkého množství odpadů. Hlavní výhody jsou následující:
- lepší schopnost fixace dekontaminační látky nebo směsi na požadovaném povrchu,
- omezení sekundárního přenosu kontaminantu,
- aplikace pěny z větší a bezpečnější vzdálenosti,
- napěnitelnost,
- možnost přídavků dalších dekontaminačních látek a směsí,
- delší působení na šikmých, svislých površích a stropech,
- při aplikaci nedochází ke ztrátě dekontaminačního materiálu odrazem nebo stečením z povrchů,
- delší doba působení (relativně dlouhá doba rozpadu pěny),
- pomalý úbytek dekontaminační látky nebo směsi,
- možnost vizuální kontroly nanesení a překrytí kontaminovaného místa pěnou (12, 35).

## Dekontaminační látky a směsi
Dekontaminační látky jsou vybrané chemikálie schopné reakce s kontaminanty za vzniku méně toxických nebo netoxických látek. Dále mohou umožnit nebo usnadnit odstranění kontaminantů z povrchů nebo způsobit smrt patogenních mikroorganismů. Dekontaminační směsi jsou roztoky, suspenze, koloidní roztoky a pevné směsi, které jsou připravovány z dekontaminačních látek (a případně stabilizátorů) a jsou určeny k provádění dekontaminace. Dekontaminační látky a směsi významně zvyšují účinnost dekontaminace. Zároveň jsou s nimi spojeny následující problémy:
neexistence ideální látky nebo směsi, která by vykazovala dostatečnou účinnost při dekontaminaci chemických, biologických i radioaktivních látek,
obtížná aplikace při teplotách pod bodem mrazu (nutnost ohřevu apod.),
chemická agresivita a nestabilní vlastnosti některých látek a směsí,
nutnost dodržení nezbytné doby působení dekontaminační látky nebo směsi,
případné dopady na životní prostředí při likvidaci těchto látek a směsí (6, 10, 12, 35).

## Dekontaminační technologie
Zpočátku se dekontaminační technologie vyvíjely a jejich účinnost ověřovala hlavně jako reakce na vývoj nových a nebezpečnějších vojenských bojových látek. Tyto technologie byly primárně určeny pro dekontaminaci osob a povrchu techniky a materiálu, sekundárně pro dekontaminaci terénu, případně budov. Zvláštní pozornost byla věnována způsobům dekontaminace elektronických přístrojů nebo přístrojů, jejichž činnost je založena na citlivé mechanice. Vzhledem k nemožnosti využití metod založených na vysoké teplotě, na kapalných, silně oxidačních nebo korozivních přípravcích, bylo nutné vyvinout pro tyto případy speciální technologie (6, 12, 35).
Postupně se snižující vojenské ohrožení a naopak zvyšující se využívání nebezpečných látek pro průmyslové použití měly za následek vydělení vhodných dekontaminačních technologií pro civilní použití. Současně dochází k výzkumu a vývoji nových dekontaminačních technologií. Přehled v praxi využívaných nebo vědecky vyvíjených dekontaminačních technologií je uveden v následující části (6, 12).

### Ochranné povlaky a nátěry
Vhodné pro ochranu techniky a předmětů. Podstatou ochrany je absorpce kontaminantu na povrchu nátěru nebo pronikání kontaminantu do polymerní struktury nátěru. Nejčastěji se používají:
- jednorázové a snadno snímatelné nátěry,
- nátěry odolné proti chemickému působení kontaminantu, popřípadě dekontaminačního přípravku,
- nátěry schopné samodekontaminace (12, 35).

### Vysokotlaké systémy (superkritické kapaliny)
Superkritickou kapalinu je možno definovat jako kapalnou sloučeninu ve stavu, při kterém teplota nebo tlak dosáhly hodnoty tzv. kritického tlaku nebo kritické teploty. Obecně, jestliže teplota kapaliny vzroste, její hustota se sníží, jestliže tlak plynné fáze vzroste, jeho hustota se zvýší. V kritickém bodě se hustoty stávají rovnocenné a superkritická kapalina tedy vykazuje vlastnosti na pomezí mezi plynem a kapalinou. Mohou difundovat do jiných látek jako plyny a rozpouští materiály jako kapalina. Jsou tedy výbornými rozpouštědly. Malé změny teploty nebo tlaku blízko jejich kritické hodnoty způsobí velké změny v hustotě a v důsledku i změny vlastností (převážně rozpustnost různých sloučenin). Této vlastnosti lze využít při selektivní separaci chemického kontaminantu. K nejvhodnějším patří voda (Tkrit=374,4 °C, pkrit=219,5 bar) nebo oxid uhličitý (Tkrit=31 °C, pkrit=73 bar). Lze je použít pro dekontaminaci bojových chemických látek. Oxidu uhličitého v superkritickém stavu je možno využít pro dekontaminaci citlivých přístrojů. Hlavním omezením je dosažení požadovaného tlaku nebo teploty a finanční náročnost na vybavení technickými prostředky (12, 35).

### Nízkoteplotní technologie (technologie urychleného odvětrávání)
Podstatou těchto technologií je fyzikální odstraňování kontaminantů z povrchů materiálů změnou jejich skupenství. Páry kontaminantu jsou vzduchem zřeďovány a rozptylovány. Mezi nejvýznamnější faktory, které určují rychlost a účinnost této technologie, patří poréznost a nasákavost kontaminovaného materiálu a těkavost kontaminantu (12, 35).

### Horkovzdušné procesy
Podstatou těchto procesů je prohřívání kontaminovaného materiálu proudem horkých plynů a tím vytváření podmínek pro zpětnou difúzi kontaminantu ze struktury materiálu. Pro praktické použití se předpokládá využití horkých spalin z proudového leteckého motoru. Při dávkování vody do proudu spalin je možno tento způsob využít i pro dezaktivaci. Částice vody jsou unášeny plyny rychlostí kolem 275 m·s−1 a disponují proto vysokou kinetickou energií. Při kontaktu částice vody a radioaktivního kontaminantu překoná kinetická energie adhezní sily, jimiž je radioaktivní kontaminant poután k povrchu, a dojde k jeho odstranění. Do proudu spalin je možno dávkovat i jiné kapalné dekontaminační látky a směsi.
Mezi nevýhody patří povrchově nerovnoměrná účinnost v případě tvarově členitého povrchu dekontaminovaného tělesa. Problematické je také rozsáhlé rozptylování kontaminantu do okolí, kam je unášen proudem spalin (12, 35).

### Elektrochemické procesy
Elektrochemické procesy jsou založeny na elektrolytické schopnosti elektrického proudu oxidovat nebo redukovat chemické látky (v čisté formě anebo převážně ve vodném roztoku dané chemické látky). Pomocí elektrod je vytvořeno elektrické pole. V tomto poli dochází na anodě k oxidačním procesům a na katodě k redukčním procesům. Výsledkem těchto procesů je rozložení molekuly daného kontaminantu a tím i odstranění toxicity. Tato metoda je využitelná obzvláště pro půdu kontaminovanou chemickými látkami (12, 35).

### Mechanické procesy
Jedná se o soubor činností jejichž cílem je uvolnění kontaminantu z daného materiálu a jeho následné přemístění. Využívá se především vlastností stlačeného oxidu uhličitého, vody a tlakové vody a principů ultrazvukového čištění a reverzní osmózy (12, 35).
Voda (tlaková voda) je nejpoužívanější médium pro dekontaminační procesy. Přidáním detergentů, které snižují povrchové napětí a tím usnadňují smývání kontaminantu, lze významně zvýšit účinnost vody. Mezi další faktory ovlivňující účinnost patří především tlak použité vody, teplota vody, vzdálenost místa vzniku vodního paprsku od kontaminovaného materiálu, charakter vodního paprsku, množství použité vody a poréznost kontaminovaného materiálu. Při využití vodní páry je nutno omezit její rychlé ochlazení při expanzi do okolního vzduchu a tím i snížení účinnosti dekontaminace. Efektivnější je využití přehřáté tlakové vodní páry, která účinněji předává teplo kontaminovanému materiálu a vytváří podmínky pro zpětnou difúzi, a zároveň smývá kontaminant kondenzovanou vodou (12, 35).
Reverzní osmóza je proces, který umožňuje transport rozpouštědla přes membránu, zatímco látky rozpuštěné zachycuje. Proces je založen na aplikaci vnějšího tlaku ze strany koncentrovanějšího roztoku, což způsobuje obrácení přirozeného jevu osmózy. Membrána musí být polopropustná (propustná pro rozpouštědlo, nikoliv však pro rozpuštěné látky). Pokud je tedy aplikovaný tlak na straně rozpuštěné látky větší než přirozený tlak osmotický, dojde k obrácení osmotického jevu a rozpouštědlo bude membránou procházet na rozdíl od rozpuštěných látek. Tento způsob lze tedy využít k dekontaminaci vody od chemických, biologických a radioaktivních látek (12, 35).
Technologie ultrazvukového (zvukové vlnění nad prahem slyšitelnosti) čištění se využívá především pro dekontaminaci obtížně přístupných povrchů. Ultrazvuk způsobuje v čisticím médiu vznik kavitací, které jsou podstatou samotného čištění. Kavitace je vznik dutin v kapalině při lokálním poklesu tlaku (hydrodynamický anebo v tomto případě akustický) následovaný jejich implozí. Kavitace zpočátku vyplněna vakuem, později do ní mohou difundovat plyny z okolní kapaliny. Při vymizení podtlaku kavitace zkolabuje za vzniku rázové vlny s destruktivním účinkem na okolní materiál. Tyto vlny potom odstraňují kontaminant (existence rizika poškození materiálu). Vznik kavitace je ovlivněna především velikostí podtlaku, povrchovým napětí kapaliny a teplotou (12, 35).
Princip dekontaminace stlačeným oxidem uhličitým je založen na expanzi tohoto plynu přes asymetrickou Venturiho dýzu. Malé částečky suchého ledu odstraňují kontaminant pomocí své kinetické energie. Tento způsob je využitelný převážně pro čištění kontaminovaných povrchů (12, 35).

### Princip odvětrávání
Odvětrávání zahrnuje několik principů čištění založených na fyzikálních zákonitostech, především na využívání přírodních zdrojů tepla a UV záření, vody ve formě srážek a větru. Jedná se o pasivní způsob dekontaminace odstraňující kontaminant odvětráváním, rozkladem, hydrolýzou nebo fotolýzou. Tento způsob je využitelný především při dekontaminaci chemických látek z velkých ploch terénu a mobilní techniky (polyuretanové nátěry zvyšují účinnost). K účinnému provedení je zcela nezbytný i dostatek času. Mezi další faktory, které ovlivňují účinnost patří především stálost chemického kontaminantu, vlastnosti a charakter terénu nebo povrchu a počasí (12, 35).

### Využití sorpčních vlastností
Tento způsob dekontaminace využívá schopnost speciálních materiálů odstraňovat z povrchů kapalný kontaminant jeho absorpcí do porézní struktury absorbentu. Využívá se několik druhů sorbentů (jednoduché, polymerní, reaktivní, katalytické) (12, 35).
Mezi jednoduché sorbenty se řadí obecně látky s vysokou sorpční schopností založené na velkém vnitřním povrchu (12, 35).
Reaktivní sorbenty se obvykle skládají z jednoduchého sorbentu, který obsahuje vhodnou chemickou látku. Jednoduchý sorbent kontaminant zachytí a následná chemická reakce kontaminant detoxikuje (12, 35).
Mezi polymerní sorbenty se řadí především polymerní pryskyřice, které mají vysokou sorpční schopnost vůči bojovým chemickým látkám (12, 35).
Katalytické sorbenty se vyznačují obdobnými vlastnostmi jako reaktivní sorbenty. U katalytických sorbentů, na rozdíl od reaktivních, dochází k regeneraci aktivních center sorbentu během vlastního průběhu detoxikace. Příkladem jsou například polyoxometaláty sorbované na polymerních matricích (12, 35).

### Technologie založené na vhodných chemických reakcích
Vhodných chemických reakcí se využívá především k detoxikaci bojových chemických látek. Podstatou je schopnost reaktivních chemických látek reagovat s kontaminanty bez nutnosti dalších zásahů (míchání, třepání, ohřev). Při použití těchto technologií je nutno zvážit riziko vzniku nebezpečných vedlejších produktů. Obzvláště při hydrolytických nebo oxidačních procesech, které jsou velmi často exotermní, vznikají plynné produkty detoxikační reakce (chlor, chlorovodík, vodní pára). Tyto dekontaminační látky jsou silně agresivní obzvláště ke kovům a umělým hmotám. Vhodné reaktivní chemické reakce lze podle podstaty průběhu rozdělit na oxidaci, nukleofilní substituci a fotochemické reakce (12, 35).
Fotochemické reakce využívají k interakci s chemickou látkou energii světelného záření. Výsledkem je rozklad (fotolýza nebo fotodekompozice) molekul kontaminantů (např.: organofosfátových nervově paralytických látek) (12, 35).
Nukleofilní substituce je založena na reakci centrálního atomu fosforu (v důsledku elektronegativity fosforylového kyslíku je v molekule organofosfátových nervově paralytických látek (dále jen NPL) místem se sníženou elektronovou hustotou) a volného elektronového páru nukleofilního činidla. Nukleofilní substituce se využívá především u dekontaminace látek typu G (sarin, soman, tabun). Mezi nukleofilní činidla patří například hydroxid sodný, hydroxid vápenatý, oximy, hydroxamové kyseliny, thiosulfáty nebo chlornanové ionty (12, 35).
Oxidační reakce využívají úbytku elektronové hustoty u atomu vázaného kovalentní chemickou vazbou v molekule chemické látky. Oxidační činidla, která lze využít při dekontaminaci se dají rozdělit na:
- vodné roztoky alkalických chlornanů v nichž je obsažen aktivní chlor (například chlornan vápenatý),
- činidla na bázi peroxidu a peroxosloučenin, ozónu, manganistanu draselného, chloraminů,
- ostatní silná oxidační činidla (kyselina peroctová apod.) (6, 12, 35).

### Technologie založené na působení řízeného toku energie
Dekontaminace ionizujícím zářením je založená na principu zničení (nebo jejich pozměnění tak, že nemohou plnit svoji funkci) molekul deoxyribonukleové kyseliny (DNA), ribonukleové kyseliny (RNA) a proteinů. Bez těchto látek nemohou živé buňky existovat a dochází k jejich odumření. Tato metoda je využitelná především pro dekontaminaci předmětů a potravin od mikroorganismů. Nutno provádět ve speciálních odstíněných komorách (12, 35).
Dekontaminace plazmatem je považována za suchou a nedestruktivní metodu. Plazma je ionizovaný plyn složený z iontů, elektronů (případně i neutrálních atomů a molekul), který vzniká odtržením elektronů nebo roztržením molekul (ionizací). Vykazuje vysokou koncentrací a stejnou hustotou kladných a záporných nábojů a vysokou reaktivitu. Plazma obsahující kyslík je schopná oxidace organických molekul (organofosfátové NPL). Vykazuje schopnost chemicky pozměnit a tím detoxikovat i mnoho anorganických chemických látek. Při reakci kyslíkového radikálu a iontů je emitováno také ultrafialové (UV) záření. Toto záření je destruktivní pro mnoho biologických látek (možnost dekontaminace biologických látek a toxinů) a zároveň může iniciovat nebo urychlovat průběh dalších detoxikačních reakcí. Nízkotlaké (studené) plazma je možno využít ve zdravotnictví ke sterilizaci kontaminovaných nástrojů. Využití vysokoteplotního plazmatu je předpokládáno pro rozklad oblaků aerosolů nebo par toxické látky v místě úniku co nejdříve po úniku. Mechanismus dekontaminace by byl následující. Přímá absorpce laserového záření, rychlý ohřev okolního vzduchu a následná tvorba samotného plazmatu, jehož výše zmíněné složky by degradovaly daný kontaminant. Mezi výhody této metody patří především vlastnost plazmatu snadno proniknout do všech povrchových pórů kontaminovaného materiálu a fakt, že kontaminant je rozložen s minimálními vedlejšími nebo plynnými (snadný únik) produkty. Mezi nevýhody této metody patří především riziko poškození materiálu teplem nebo reaktivními složkami plazmatu (12, 35).

### Využití biologických procesů
K dekontaminaci jsou využitelné především tři biologické procesy. Biodegradace kyslíkem, houbami a zelenými rostlinami (12, 35).
Biodegradace kyslíkem, tzv. bioventing, se využívá hlavně k dekontaminaci půdy. Kyslík (ve stlačené formě) je do půdy vpravován injektáží, kde degraduje například ropné uhlovodíky, pesticidy a fenoly (12, 35).
K biodegradaci houbami se využívají některé dřevokazné houby, které jsou schopné degradovat organické kontaminanty. Tato metoda je využitelná pro dekontaminaci velmi stabilních látek, například polychlorovaných bifenylů (12, 35).
Biodegradace zelenými rostlinami, tzv. fytodegradace, využívá k degradaci organických sloučenin enzymy těchto rostlin. Využívá se především k čištění kontaminovaných půd a vod například od chlorovaných rozpouštědel nebo herbicidů (12, 35).

## Obecné zásady provádění dekontaminace
K dosažení co nejvyšší účinnosti, zrychlení a správnému provedení dekontaminace je nutno dodržet následující obecné zásady:
- zjištění druhu kontaminantu a rozsahu kontaminace,
- stanovení dekontaminačních látek a směsí a dekontaminačního postupu,
- vzít v úvahu celkovou dobu používání dýchací techniky s ohledem na zásobu vzduchu (omezení organizace dekontaminace),
- včasné zahájení dekontaminace obzvláště u kapalných kontaminantů (zahájit dekontaminaci s méně účinnými prostředky a nečekat na opožděné dodání speciálních prostředků),
- přesné stanovení a vymezení úkolů jednotlivých členů při zřizování dekontaminačního pracoviště a při samotném procesu dekontaminace,
- zajištění dostatečné osobní ochrany dekontaminačního týmu,
- postupovat tak (směrem shora dolů, zevnitř ven) aby kontaminant ani dekontaminační produkty nezatékaly na jíž očištěné nebo čisté povrchy,
- posoudit nebezpečnost dekontaminačních odpadů a zajistit záchyt těchto odpadů,
- ihned po ukončení dekontaminace provést kontrolu její účinnosti detekčními přístroji (6, 12, 19, 35).

### Členění místa zásahu při zásahu na nebezpečné látky
V případě zásahu na nebezpečné látky je nutno při organizaci zásahu a prováděných činnostech dodržovat určitá specifika. Základem těchto specifik je vytvoření kontrolovaných zón a v nich následné přesné dodržování stanovených zásad a postupů. Zóny se stanovují podle hrozícího nebezpečí a činností v nich prováděných na:
- nebezpečnou zónu. Prostor s nejvyšším ohrožením (a nejpravděpodobnější kontaminací) nasazených sil a prostředků. Její rozsah musí být dostatečný k zabránění nepříznivých účinků na zasahující jednotky. V tomto prostoru se vykonávají činnosti vedoucí k omezení rizik a zneškodnění zdroje rizika. Velikost zóny se stanovuje především podle množství uniklé nebezpečné látky, možnosti dalšího šíření, celkového množství dané látky, technologií objektů a meteorologických podmínek. Vstup je dovolen pouze v stanovených prostředcích individuální ochrany (přetlakové nebo filtrační) a na dobu určenou velitelem zásahu. Vstup a výstup z této zóny je možný pouze ve stanovených bodech.
- vnější zónu. Obklopuje nebezpečnou zónu, jsou zde soustředěny zasahující síly a prostředky, zřizuje se zde nástupní a dekontaminační prostor. Může zde být prováděna dekontaminace evakuovaných osob.

zónu ohrožení. Vymezuje prostor případného rizika šíření nebezpečné látky, zpravidla na základě meteorologických podmínek (4, 6, 12, 17, 19, 20, 34, 35).
Výše zmíněné zóny by měly být vytyčeny co nejdříve na základě dostupných informací a obecných znalostí. Důležité je také snadné rozpoznání hranic zón a jejich přísné dodržování (6, 10, 12, 20, 34, 35).

### Prostor pro dekontaminaci zasahujících záchranných jednotek
V dekontaminačním prostoru je vytyčeno stanoviště pro dekontaminaci zasahujících záchranných jednotek. Toto stanoviště je nutné zprovoznit do doby zahájení činnosti v nebezpečné zóně a bývá umístěno na hranici nebezpečné a vnější zóny a je jediným možným výstupním bodem z nebezpečné zóny. Stanoviště musí mít zajištěnou obsluhu vybavenou stanovenými prostředky individuální ochrany a vhodnou technikou.
Velitel zásahu podle druhu kontaminantu:
- stanoví plochu kontaminovaného prostoru,
- stanoví postup dekontaminace,
- provede volbu dekontaminačních látek a směsí,
- prověří dostupná množství dekontaminačních látek a směsí,
- stanoví prostředky pro aplikaci dekontaminačních látek a směsí,
- na základě nezbytné doby působení dekontaminačních látek a směsí provede odhad doby trvání dekontaminace,
- stanoví způsob uložení odpadů vzniklých při dekontaminaci (6, 12, 14, 17, 19, 35).

Základní součásti dekontaminačního stanoviště jsou:
- základní monitoring zasahujících, kteří opouštějí nebezpečnou zónu – kontrolní a roztřiďovací stanoviště,
- prostor pro odkládání kontaminovaných věcných prostředků,
- prostor pro nanášení dekontaminačních prostředků a jejich následné smytí,
- prostor pro odkládání individuálních ochranných prostředků,
- prostor pro opětovné vystrojení,
- prostor pro provedení kontrolní detekce (6, 12, 14, 17, 19, 35).

Prostor pro odkládání věcných prostředků se nachází vždy na výstupní trase z nebezpečné zóny. Odkládají se zde věcné prostředky (měřící přístroje apod.) použité na místě zásahu, které mohou být využity pro další činnost na místě zásahu. Po skončení zásahu jsou tyto prostředky dekontaminovány (např. složité přístroje je možno zabalit do neprodyšných obalů a převézt na speciální dekontaminační pracoviště) (6, 12, 17, 19, 35).
Prostor pro nanášení dekontaminačních prostředků a jejich následné smytí je obvykle tvořen jednou nebo dvěma záchytnými vanami. Nejdříve zde probíhá hrubá očista, zejména obuvi. Následně dochází k vlastní dekontaminaci a to buď přebytkem vody nebo aplikací dekontaminačních látek a směsí, jejich působením a následným oplachem. Dekontaminační látky, které vyžadují delší dobu působení, je výhodné nanášet manuálně (postřikovač nebo improvizovaně dvakrát po sobě překrývajícími se tahy košťátka a následným smytím). Záchytná vana (buď jako celek nebo překryta samostatně upevněnou plachtou) by měla být dostatečně velká (3×3 m; záchyt odražených kapek), obsahovat vypouštěcí otvor a pochozí protiskluzové rošty alespoň 10 centimetrů vysoké. Musí být sama snadno dekontaminovatelná. Dekontaminační sprchy mohou být využity mimo oplachu vodou i k nánosu rychle působících dekontaminačních látek, případně ke kombinaci těchto činností. V případě většího počtu dekontaminovaných hasičů se používá i čerpadlo a nádrž na odpadní vodu. Při dekontaminaci je nutno brát ohled na nejvíce kontaminované nebo obtížně dekontaminovatelné části ochranného oděvu mezi které patří:
- rukavice,
- všechny záhyby protichemického obleku,
- podrážky bot,
- místa pod pažemi a rozkrok,
- zádová část pod dýchacím přístrojem,
- prostor přetlakových ventilů u přetlakových obleků,
- zorník (6, 12, 14,17, 19, 35).

Pokud u přetlakových obleků nejsou boty jeho neoddělitelnou součástí, musí se hasič vyzout. Boty budou dekontaminovány samostatně na závěr dekontaminace. Pokud je to možné tak se záchranné jednotky dekontaminují po dvou a vzájemně si pomáhají. Na provedení dekontaminace musí mít záchranné jednotky dostatek vzduchu v tlakové lahvi dýchacího přístroje (obvykle alespoň na 10 minut) (6, 12, 17, 19, 35).
V prostoru pro kontrolní detekci (umístěn ihned za dekontaminačními sprchami) je kontrolována účinnost dekontaminace, zejména na místech, ze kterých se kontaminant nejobtížněji odstraňuje. V případě pozitivního výsledku je nutno dekontaminaci opakovat (6, 12, 17, 19, 35).
Při svlékání se záchranné jednotky dotýkají pouze vnitřní strany obleku. Ochranný oděv včetně vnitřních rukavic se odkládá do neprodyšného obalu pro provedení případné následné oboustranné dekontaminace. Poté se odkládá dýchací přístroj. Obsluha tohoto prostoru musí být vybavena potřebnými prostředky individuální ochrany (např. jednorázový ochranný oblek, ochranné rukavice, ochrana dýchacích cest). Po ukončení činnosti pracoviště si obsluha dekontaminuje rukavice, při svlékání se opět dotýká pouze vnitřní strany obleku. Tyto ochranné prostředky jsou také uloženy do neprodyšných obalů jako nebezpečný odpad (6, 12, 17, 19).
Dále navazuje prostor pro opětovné vystrojení. Pokud není místo vstupu a výstupu do nebezpečné zóny totožné, musí být zajištěna přeprava výstroje do tohoto prostoru (6, 12, 17, 19, 35).

### Likvidace dekontaminačního pracoviště
Při provádění dekontaminace je nutné si uvědomit, že likvidace dekontaminačního stanoviště vyžaduje určité síly a prostředky. Při této činnosti musí být likvidační tým vybaven stejnými ochrannými prostředky jako zasahující záchranné jednotky v nebezpečné zóně a proto ji zpravidla provádí poslední dvojice zasahujících záchranných jednotek po provedení jejich vlastní dekontaminace. Věcné prostředky jsou dekontaminovány nejdříve z vnější a pak z vnitřní strany. Pokud některé prostředky není možno dekontaminovat, musí být tyto zabaleny do neprodyšných a nerozbitných obalů a převezeny na specializované dekontaminační pracoviště. Odpad musí být také uzavřen do neprodyšných a nerozbitných obalů a převezen na místo jeho likvidace. Nakonec se dekontaminuje celý prostor původního dekontaminačního pracoviště a likvidační tým (6, 12, 35).

### Provádění dekontaminace improvizovanými prostředky
Ne každá jednotka požární ochrany je vybavena specializovanou dekontaminační technikou, zároveň ale musí na místě události provést prvotní opatření. Pokud vycházíme z předpokladu, že improvizovaná dekontaminace je lepší než žádná, je možno k této činnosti využít následující prostředky:
- Persteril 36 % jako dekontaminační látku (chlornan vápenatý v případě BCHL),
- pevnou fólii (alespoň 4x4 m), hadici B a rozdělovač jako záchytnou vanu,
- kbelík, košťátko a kartáč k nanášení dekontaminační látky,
- hadice C a mlhová proudnice místo dekontaminační sprchy,
- neprodyšné obaly na kontaminované věcné prostředky a odpad (6, 12, 35).

	Záchytná vana (vytvořená hadicí B spojenou do dvojitého kruhu přes rozdělovač a překrytou plachtou) postačuje při naplnění do výšky 5 cm pro dekontaminaci čtyř osob. Oplach je prováděn z bezpečného místa mlhovou proudnicí (omezení přestřiků a odrazů kapek). Před výstupem je nutno oplach zaměřit na obuv (6, 12, 35).

### Hromadná dekontaminace osob
Na rozdíl od dekontaminace zasahujících záchranných jednotek, úplná dekontaminace většího počtu zasažených osob zůstává problémem. O provedení hromadné dekontaminace osob rozhoduje velitel zásahu. Současnými věcnými prostředky jednotek požární ochrany (dále jen JPO) lze provést úplnou dekontaminaci pouze u omezeného počtu osob (1, 3, 6, 12, 13, 35).
Armáda ČR je další složkou integrovaného záchranného systému, která by byla schopna provést dekontaminaci většího počtu osob. Problémem zůstává dlouhé uvedení těchto sil do pohotovosti (řádově několik hodin) a tím pádem neschopnost okamžité reakce. Vojenská dekontaminační stanoviště jsou budována na provádění dekontaminace v terénu při vojenských činnostech, kdy jsou dekontaminovanými osobami pouze vojáci (znalost procesu dekontaminace). Z hlediska civilního použití není také dostatečně řešeno jímání a likvidace odpadů dekontaminace (1, 3, 6, 12, 13, 35).
Důležité je také uvědomění si faktu, že doposud nemáme zkušenosti s hromadnou dekontaminací při mimořádné události. Některé poznatky byly získány při cvičeních (např. ZÓNA). Lze ale předpokládat, že případná skutečná hromadná dekontaminace se bude od té simulované značně lišit.
Mezi hlavní problémy hromadné dekontaminace osob patří především:
- dlouhý čas přípravy dekontaminačního pracoviště,
- udržení klidu kontaminovaných osob,
- nízká kapacitní propustnost dekontaminačních pracovišť (6, 12, 13, 35).

Pro úspěšné provedení hromadné dekontaminace osob je nutné zvolit účinné a proveditelné dekontaminační postupy dostupnými prostředky (záchrana životů a ochrana zdraví kontaminovaných) a snížit nebezpečí ohrožující zdravotnický personál při ošetřování kontaminovaných osob (6, 8, 12, 13, 35).
Hromadná dekontaminace osob by měla být zahájena co nejdříve (snížení možnosti dalšího působení kontaminantu). Předpokládejme, že ne vždy bude ihned dostatek speciálních dekontaminačních látek. Nejjednodušším způsobem provedení hromadné dekontaminace osob je použití sprchového vodního proudu a mýdla, nejlépe tekutého. Zvláště pokud byl kontaminant plynného skupenství, bude s velkou pravděpodobností zachycen uvnitř oděvů. Pokud to po přihlédnutí k dalším podmínkám (počasí, druh kontaminantu apod.) je možné, tak již samotné svlečení kontaminovaných oděvů lze považovat za část dekontaminace (3, 6, 12, 13, 25, 26, 35).
Očekávat určitý poměr kontaminovaných i nekontaminovaných osob. Lze předpokládat, že určité procento (např. až 75 % v případě teroristického útoku) z celkového počtu postižených bude oběťmi strachu a přehnané reakce, nikoliv kontaminantu. K zamezení zahlcení dekontaminačních pracovišť bude nutné osoby roztřídit (3, 6, 12, 13, 25, 26, 35).
K provedení hromadné dekontaminace osob může být využito:
- improvizovaných stanovišť. Jedná se zejména o žebříkové provedení (využití automobilového žebříku a cisternových automobilových stříkaček ke zkrápění osob) a systém nouzové dekontaminační chodby (dvě souběžně stojící vozidla mezi nimiž je pomocí žebříků vytvořena chodba pro dekontaminaci). Tato stanoviště mohou být sestavena poměrně rychle, nevýhodou je nižší komfort dekontaminovaných osob a problematické zachytávání odpadní vody,
- mobilních specializovaných stanovišť dekontaminace osob. Umožňují provedení kryté dekontaminace osob. Zařízení je obvykle vytápěno, používá se teplá voda. Odpadní voda se zachytává a následně likviduje. Nevýhodou je delší čas aktivace (doba dovezení na místo události),
- vhodně umístěných a vybavených veřejných zařízení. Zpravidla těch, která jsou ve vhodné vzdálenosti od objektů, ze kterých nelze vyloučit riziko úniku nebezpečné látky, a která obsahují sociální zařízení pro sprchovou dekontaminaci vhodné kapacity (6, 12, 13, 25, 26, 35).

#### Pořadí dekontaminace zasažených osob
Stanovením vhodného pořadí dekontaminace kontaminovaných osob lze omezit negativní účinky kontaminantu na životy a zdraví těchto osob. Stanovení pořadí má největší význam v případě velkého množství zasažených osob a nedostatečné kapacity dekontaminačního stanoviště. Pořadí by mělo být stanoveno na základě zdravotnické nezbytnosti ošetření, které by měl mezi kontaminovanými stanovit vhodně vybavený a vyškolený personál (6, 12, 35).
Základním principem je rozdělení osob na pohyblivé (schopné porozumět pokynům a samostatné chůze) a nepohyblivé (v bezvědomí, nereagující, neschopné samostatného pohybu) (6, 12, 35).
Priority dekontaminace pohyblivých osob jsou následující:
1. osoby nejblíže místa úniku nebo se zjevnou přítomností kontaminantu,
2. osoby, které nebyly bezprostředně u místa úniku ale vykazují klinické příznaky zasažení,
3. osoby s běžnými zraněními (otevřené rány apod.),
4. osoby, které se nacházely daleko od místa úniku a nevykazují klinické příznaky (6, 12, 35).

Nepohyblivé osoby jsou roztříděny například pomocí systému START. Osoby jsou označeny přidělenou barvou a priority dekontaminace jsou následující:
1. červená (osoby se selhávajícím základními životními funkcemi; nutný život zachraňující lékařský zásah, který lze provést na místě s dostupnými prostředky),
2. žlutá (osoby s vážnými zraněními, jejichž ošetření lze dočasně odložit, aniž by to mělo negativní následek na jejich zdraví),
3. zelená (život neohrožující stav),
4. černá (osoby zemřelé nebo umírající).

Ideální by bylo zřízení dvou dekontaminačních stanovišť zvlášť pro pohyblivé a nepohyblivé osoby. V případě, že to není možné, mají nepohyblivé osoby (kromě 4. priority) přednost před pohyblivými se stejnou prioritou (6, 12, 35).

### Stanoviště dekontaminace osob (dále jen SDO)
Stanoviště dekontaminace osob je zařízení určené k účinnému provedení dekontaminace osob (muži, ženy, děti, ranění, nepohybliví) od všech druhů kontaminantů v různých skupenstvích. Hasičský záchranný sbor (dále jen HZS) ČR je v současnosti vybaven dvěma typy SDO. Armáda ČR (dále jen AČR) začíná být vybavována dekontaminačními zařízeními kompatibilními se SDO HZS ČR, což umožní lepší spolupráci těchto složek při společném zásahu Integrovaného záchranného systému (6, 12, 35).

#### SDO1
Stanoviště umožňuje provedení všech dekontaminačních činností uvnitř stanů. Je tvořeno třemi stany pro dekontaminaci osob sestavených v linii, dekontaminačního pracoviště obsluhy a technologického vybavení (vodní soustava s průtokovým ohřívačem pro oplachování teplou vodou; soustava pro odčerpávání odpadní vody do záchytných nádrží; vytápěcí agregát s rozvodem teplého vzduchu; elektrocentrála s rozvody pro osvětlení; zdroj tlakové vody) (6, 12, 35).
Systém mobilních stanů je tvořen nosnými nafukovacími válci spojenými spojovacími moduly, podlahami a plášti. Všechny součásti jsou ze snadno dekontaminovatelných materiálů. Stany jsou v podélné ose vyztuženy rozpěrnými tyčemi. Rozměry jednoho stanu jsou 6 x 6 x 3,3 m, celková délka stanoviště je 18 metrů. Podélně jsou stany rozděleny zástěnami pro oddělenou dekontaminaci mužů a žen. Vzhledem k dostatečné propustnosti denního světla přes stěny je osvětlení instalováno pouze v noci (6, 12, 35).
V blízkosti stanů se také nachází prostor dekontaminace obsluhy. Je tvořen dvěma záchytnými vanami a dekontaminační sprchou. První vana slouží k odkládání kontaminovaných předmětů. Druhá vana je vybavena pochozími rošty s protiskluzovou rohoží. Sprcha je vybavena i ruční rozstřikovací hubicí na volné hadici. Odčerpávání odpadní vody je prováděno ponorným čerpadlem (6, 12, 35).
V prvním stanu se osoby svlékají a kontaminované oblečení odkládají do připravených neprodyšných obalů. Osobní věci jsou ukládány zvlášť do malých neprodyšných obalů (pro případnou dekontaminaci) a jsou označeny číslem, které je vydáno i dané osobě. Stan je vybaven snadno dekontaminovatelnými židlemi, případně i nosítky. Dále se zde provádí výplach očí speciálním roztokem a dutiny ústní pitnou vodou a výtěr ušních a nosních dutin vatovými tyčinkami. Jsou zde nádoby na odpadní vodu a použité předměty (6, 12, 35).
V druhém stanu probíhá proces vnější dekontaminace mokrým způsobem. V obou částech je 6 trysek a jedna ruční rozstřikovací hubice na volné hadici pro oplach vodou. Je zde velká záchytná vana na odpadní vodu s pochozími rošty s protiskluzovou rohoží. Odčerpávání odpadní vody je prováděno ponorným čerpadlem (6, 12, 35).
Ve třetím stanu se osoby osuší jednorázovými ručníky a obléknou do náhradního oblečení. Dále zde jsou nádoby na použité ručníky a sorpční podlaha na jímání úkapů vody. Zde se také provádí případná kontrolní detekce. SDO 1 je možno uvést do pohotovosti družstvem 1+5 do 25 minut. Kapacita se odhaduje na 100 osob za hodinu v každé polovině SDO 1 (6, 12, 35).

#### SDO 2
Hlavním rozdílem od SDO 1 je zkrácení doby uvedení do pohotovosti (10 minut). Toho je dosaženo odlišnou konstrukcí, která je tvořena dvounápravovým přívěsem s výklopnými bočními vraty pod kterými je umístěn stanový dílec, který se po otevření vrat rozvine. V přední části je umístěn technologický prostor pro obsluhu a v zadní prostor pro dekontaminaci obsluhy. Uprostřed přívěsu je prostor pro samotný proces mokré dekontaminace. Postup provádění dekontaminace a všechny související činnosti jsou obdobné se SDO 1 (6, 12, 35).

#### Technické prostředky hromadné dekontaminace osob v AČR
Předpokládá se, že vybrané složky AČR by zasáhly ve prospěch postiženého obyvatelstva v rámci plánované pomoci na vyžádání při krizových situacích velkého rozsahu. Všechny prostředky AČR využívají mokrého způsobu dekontaminace využitím sprch. K hromadné dekontaminaci osob jsou využitelné především následující prostředky:
- malá koupací souprava MKS (kapacita 48 osob za hodinu),
- dezinfekční převozní přístroj PDP 1 a PDP 2 (kapacita 60 osob za hodinu),
- koupací souprava VANA (kapacita 150 osob),
- souprava dekontaminace osob SDO (obdobné jako SDO 1 u HZS ČR) (6, 12, 22, 27, 35).

## Detoxikace jako přirozený důsledek toxikinetiky lidského organismu
Tato část bude pojednávat o osudu chemické látky v lidském organismu od jejího příjmu až po její vyloučení - na tento proces je možno pohlížet jako na přirozenou biologickou detoxikaci lidského organismu, proto je tato část zařazena právě zde.

### Absorpce
V případě lidského organismu znamená povrchová kontaminace usazení nebo nahromadění kontaminantu na jeho povrchu. Vnitřní kontaminace vzniká jako důsledek průniku kontaminantu do vnitřních struktur lidského org. přes tzv. brány vstupu (absorpce plícemi, gastrointestinálním traktem, kůží) (23, 35).
Absorpce plícemi se uplatňuje zejména při vdechování vzduchu znečistěného plyny, parami a aerosoly nebezpečných látek. Vzhledem k uzpůsobení plic k výměně plynů, je absorpce přes ně velmi rychlá (přímo úměrná rozpustnosti dané látky v krvi). V případě vdechnutí pevných, kapalných částic záleží na jejich velikosti. Částice o velikosti 1 milimetr a méně odolávají fyziologickým mechanismům jejich odstraňování a pronikají až do alveolárních váčků, odkud jsou po fagocytoze makrofágy přenášeny do krve a lymfatických cest (23, 35).
Absorpce gastrointestinálním traktem přichází v úvahu při ingesci nebezpečné látky. Mezi faktory, které ovlivňují absorpci dané látky, patří především její fyzikálně-chemické vlastnosti, případný způsob její metabolizace a funkční stav gastrointestinálního traktu (23, 35).
U chemických a radioaktivních látek závisí rychlost pronikání kontaminantu pouze na povrchové struktuře lidské kůže. Pro většinu látek představuje neporušená kůže neprostupnou bariéru. Z chemických látek jsou schopny přes ni proniknout hlavně organická rozpouštědla, chlorované uhlovodíky, insekticidy a nervově paralytické organofosfáty, z radioaktivních látek pak tritium. Mazové a potní žlázy mohou urychlit průnik některých lipofilních látek. V případě otevřených ran dochází v místě porušení kůže k akceleraci průniku nebezpečné látky. V případě biologické kontaminace různými mikroorganismy je rychlost průniku ovlivněna také vlastnostmi těchto mikroorganismů (23, 35).
V případě úniku nebezpečné látky dochází u nechráněných osob převážně k povrchové kontaminaci. K případné vnitřní kontaminaci dochází nejčastěji absorpcí plícemi nebo kůží. V určitých případech může kontaminace vnější přejít v vnitřní, která představuje pro člověka vážné zdravotní nebezpečí a která vyžaduje speciální léčbu. Tomuto procesu je nutno včasnou povrchovou dekontaminací zabránit - viz kapitoly výše. (10, 12, 23, 35).

### Distribuce
Po absorpci následuje distribuce dané látky v organismu, což je rozdělení látky mezi buňkami, tkáněmi a orgány organismu. Hlavní faktor ovlivňující distribuci dané látky je rychlost přechodu dané látky mezi kapilárním řečištěm a tkáňovými tekutinami a následně pak mezi tkáňovými tekutinami a buňkami. Distribuce chemické látky v organismu nikdy není rovnoměrná, vždy bude koncentrace chemické látky v některém orgánu nebo tkáni vyšší než v jiných v závislosti na fyzikálně-chemických vlastnostech látky, na způsobu průniku látky do organismu (jednorázově x opakovaně) a na mnoha dalších faktorech.
Distribuce chemické látky je děj dynamický (jiný v každém okamžiku), je to výsledek aktuální absorpce, exkrece a metabolizace chemické látky.
Dalším důležitým faktorem ovlivňujícím distribuci chemické látky je velikost rozdělovacího koeficientu (veličina udávající poměr, jakým se látka rozděluje mezi vodnou a organickou fázi). Tato veličina je jedním z rozhodujících faktorů pro to v jakých orgánech se chemická látka bude hromadit (kumulovat). Například DDT se kumuluje v tukové tkáni, která ale není místem jeho toxického účinku. V podstatě tak dojde k významnému snížení jeho toxického účinku. Na druhou stranu se ale poté může pozvolna a dlouhodobě z tukové tkáně uvolňovat a způsobovat tak chronickou toxicitu dlouho poté, co byl organismus vystaven akutnímu působení této látky. Většina chemických látek je schopna reversibilní vazby na biomakromolekuly (zejména na plazmatické a tkáňové bílkoviny). Tyto látky opět mohou sloužit jako depa, nebo, pokud v organismu plní funkci přenašeče, mohou výrazně ovlivnit transport chemické látky v organismu. Posledním důležitým faktorem ovlivňující distribuci chemické látky v organismu je existence bariér v organismu (hematoencefalická, placentární apod.). Některé látky mohou těmito bariérami snadno procházet zatímco pro jiné tvoří nepřekonatelnou bariéru (23).

### Exkrece
Exkrece znamená vyloučení dané chemické látky z organismu. Z hlediska detoxikace je významná především exkrece plícemi, ledvinami a stolicí. Plícemi dochází k exkreci zejména plynných látek (oxid uhličitý) a látek vysoce těkavých (např.: většina organických rozpouštědel). Na exkreci ledvinami se podílí jednak glomerulární filtrace (látky do hmotnosti 60 kiloDaltonů) a jednak specializované transportní systémy proximálních tubulů ledvin. Pomocí stolice se látky mohou vylučovat dvěma způsoby. Prvním je vazba chemické látky na nestrávené složky potravy a druhým je exkrece žlučí. Naprostá většina chemických látek je metabolizovaná v játrech, odkud jsou jejich metabolity vylučovány do žluče a ta pak do stolice. Okrajovými způsoby exkrece jsou ještě například exkrece potem, slinami, slzami a mateřským mlékem (23).

### Biotransformace
Biotransformace znamená chemickou přeměnu chemické látky na jinou chemickou látku. Nejdůležitějším biotransformačním orgánem jsou játra, dále pak ledviny, plíce a další parenchymatosní orgány. V játrech se na biotransformaci podílejí všechny jaterní buňku – hepatocyty. V ostatních výše zmíněných orgánech mají schopnost biotransformace jen určité buňky. Biotransformace obvykle probíhá ve dvou fázích. Existují ale i látky u kterých probíhá pouze jedna fáze biotransformace a i látky, které biotransformaci nepodléhají (takové látky jsou pak vyloučeny v nezměněné podobě). Enzymy řídící biotransformaci jsou umístěny v mikrosomech (první fáze) nebo v cytosolu (druhá fáze) buněk.
- první fáze biotransformace je v podstatě redukce, hydrolýza nebo oxidace dané chemické látky (oxidace je nejčastější případ). Výše uvedené reakce uskutečňuje několik enzymových systémů (např.: komplex cytochromu P-450 odpovědný za hydroxylaci alifatických i aromatických sloučenin, za deaminaci,  N-hydroxylaci a některé další procesy). Z dalších enzymových systému je možno jmenovat například flavinové aminoxidázy, peroxidázy, nespecifické hydrolázy (názvy těchto skupin jsou odvozeny od způsobu, jakým metabolizují dané látky). První fáze biotransformace je důležitá z toho důvodu, že jejím výsledkem jsou obvykle méně toxické a hydrofilní látky (rozpustné ve vodě), které jsou snadno vyloučitelné z organismu. Existují ale i výjimky, kdy po první fázi biotransformace vznikne látka více toxická než byla látka původní. V takovém případě hovoříme o letální syntéze nebo bioaktivaci.

- druhá fáze biotransformace je v podstatě syntéza, při které je chemická látka nebo již její metabolit konjugován s látkami lidskému organismu vlastními (nejčastěji kyselina glukuronová, sírová, tripeptid gluthathion) za vzniku nových chemických látek, které jsou poté vyloučeny. Méně častěji probíhá druhá fáze biotransformace jako acetylace nebo methylace apod. (23).

### Antidota
Na konci této části je nutné zmínit vliv antidot na detoxikaci lidského organismu (antidotní terapie). Antidotum je látka, jejíž účinek je schopný eliminovat negativní účinky toxické látky. Antidotní terapie je aktivní opatření detoxikace lidského organismu. Antidota se rozdělují na:
- specifická (reagují na přesně vymezenou skupinu látek, nebo pouze jednu látku s vysokým účinkem - např.: chelatační činidla, která jsou schopná vytvořit komplexní sloučeniny s těžkými kovy a zabránit tak jejich dalšímu vstřebání organismem - proti jiným látkám jsou chelatační činidla naprosto neúčinná),
- nespecifická (reagují na širokou skupinu látek obvykle s nižším účinkem - např.: medicinální uhlí, jehož účinek je založen na velkém vnitřním povrchu medicinálního uhlí, které je tak schopné na tento povrch zachytit velké množství téměř jakékoliv toxické látky a zabránit tak jejímu dalšímu vstřebání organismem) (23).

## Další možné výklady slova detoxikace
- slovo detoxikace (nebo spojení např.: je na detoxu) je často spojováno s procesem zbavení se závislosti (psychologická nebo fyziologická) na nežádoucích chemických látkách (drogy, alkohol, nikotin). Slovo detoxikace je v této souvislosti použito oprávněně, neboť cílem tohoto procesu, je eliminace dané látky z organismu. Léčba může být psychologická nebo farmakologická, obvykle se ale kombinují obě zmíněné metody. Psychologická část léčby spočívá v cílené snaze naučit pacienta zvládat zátěžové situace bez návykové látky, bez "zlehčení" této situace drogou. Farmakologická část spočívá buď v postupném snižování dávkování dané látky (omezení negativních abstinenčních příznaků, které v podstatě nutí pacienta znovu návykovou látku užít), v jejím nahrazení jinou látkou (obvykle méně škodlivou nebo se slabšími abstinenčními příznaky), nebo podáním látky, která omezí pozitivní účinek návykové látky. Např. disulfiram (Antabus) blokuje acetaldehyddehydrogenázu, která tak nemůže rozkládat acetaldehyd vzniklý z ethanolu a tudíž již malé množství ethanolu přivodí závislému velmi rychle silnou kocovinu. Nedostaví se tedy fáze alkoholového "radostného povznesení", pouze silné nepříjemné účinky.

- slovo detoxikace je v poslední tobě také často spojováno s oblastí zdravého životního stylu. V tomto případě se jedná o většinou o "detoxikační diety" založené na zvýšené konzumaci nějaké poživatiny (čistá voda, vybraná zelenina či ovoce) často v kombinaci s nějakým "produktem zdravé výživy" či homeopatikem a současném omezení běžně konzumovaných jídel. Zda má tato činnost vliv na detoxikaci lidského organismu je obtížné posoudit z několika důvodů. Výše zmíněné produkty mají za cíl detoxikovat běžný stav lidského organismu (to, co v sobě běžně máme - tedy přirozeně i škodlivé látky např. z ovzduší apod.), který lze ale těžko definovat pojmem akutní, subchronické nebo chronické otravy. Tyto škodlivé látky v lidském organismu nezpochybnitelně jsou, ale v tak nízkých koncentracích, že není možné zhodnotit jejich stav před proděláním těchto detoxikačních procesů a po nich (koncentrace jsou tak nízké až spolehlivě neměřitelné).[zdroj⁠?!]